# Кузнецов Іван Олексійович
Іван Олексійович Кузнецов (20 вересня 1897, село Тертеж Красноярського повіту Єнісейської губернії, тепер Красноярського краю, Російська Федерація — 15 вересня 1983, місто Москва, Російська Федерація) — радянський партійний діяч, 1-й секретар Мордовського і Читинського обкомів ВКП(б). Член Центральної Ревізійної Комісії ВКП(б) в 1939—1952 р. Депутат Верховної Ради СРСР 1-2-го скликань.

## Біографія
Народився у родині селянина. У серпні 1912 — травні 1916 р. — учень Красноярського землемірного училища. Здобув спеціальність землеміра.
У травні 1916 — лютому 1917 р. — солдат 30-го Сибірського полку в місті Красноярську. У лютому — грудні 1917 р. — прапорщик, вибраний ротний командир Іркутського військового училища, на Південно-Західному фронті. Учасник Першої світової війни.
У грудні 1917 — березні 1918 р. — селянин у господарстві батька у селі Тертеж. У квітні — червні 1918 р. — помічник комісара, командир загону Червоної гвардії; коректор редакції газети «Красноярский рабочий» у місті Красноярську. У липні 1918 — березні 1919 р. — конторник лікарняної каси у місті Омську. З вересня 1918 року працював у підпільній більшовицькій організації міста Омська.
Член РКП(б) з вересня 1918 року.
У квітні 1919 — лютому 1920 р. — член і голова комітету Верхньо-Удинського (Прибайкальського) підпільного комітету РКП(б). У лютому — березні 1920 р. — голова бюро більшовиків, політичний працівник Головного штабу партизанських загонів у Прибайкальській області. У березні — серпні 1920 р. — товариш голови Верхньо-Удинського (Прибайкальського) комітету РКП(б). У вересні — листопаді 1920 р. — політичний комісар партизанських загонів Інгодинського району Забайкальської області.
У листопаді 1920 — вересні 1921 р. — завідувач відділу із роботи на селі та завідувач організаційно-інструкторського відділу обласного бюро і Забайкальського губернського комітету РКП(б) у місті Читі.
У вересні 1921 — липні 1924 р. — слухач Комуністичного університету імені Свердлова у Москві.
У липні 1924 — жовтні 1927 р. — інструктор, завідувач організаційного відділу Красносормовського районного комітету ВКП(б) Нижньогородської губернії. У листопаді 1927 — листопаді 1928 р. — заступник завідувача організаційного відділу Нижньогородського губернського комітету ВКП(б).
У листопаді 1928 — червні 1929 р. — інструктор Рогозько-Симоновського районного комітету ВКП(б) міста Москви. У липні — грудні 1929 р. — секретар партійного колективу Московського механічного заводу «Красный путь». У січні 1930 — лютому 1931 р. — секретар партійного колективу Московського державного котельного заводу «Парострой» імені Лихачова. У лютому — жовтні 1931 р. — партійний організатор 3-го району Московсько-Курської залізниці.
У жовтні 1931 — грудні 1932 р. — заступник начальника служби експлуатації управління Рязано-Уральської залізниці у місті Саратові. У січні 1933 — березні 1934 р. — інструктор організаційного відділу Московського комітету ВКП(б). У березні — травні 1934 р. — слухач курсів марксизму-ленінізму при ЦК ВКП(б).
У травні 1934 — вересні 1937 р. — інструктор відділу керівних партійних органів ЦК ВКП(б).
У вересні 1937 — червні 1938 р. — виконувач обов'язків 1-го секретаря Мордовського обласного комітету ВКП(б). У червні 1938 — січні 1940 р. — 1-й секретар Мордовського обласного комітету ВКП(б).
У листопаді 1939 — грудні 1948 р. — 1-й секретар Читинського обласного комітету ВКП(б).
У січні — грудні 1949 р. — слухач курсів перепідготовки перших секретарів при ЦК ВКП(б).
У січні 1950 — вересні 1951 р. — інспектор ЦК ВКП(б).
У вересні 1951 — березні 1953 р. — член колегії, 1-й заступник начальника Управління керівних кадрів Міністерства радгоспів СРСР. У квітні — грудні 1953 р. — начальник Управління кадрів Всесоюзного об'єднання «Заготзерно» Міністерства сільського господарства і заготівель СРСР. У січні 1954 — серпні 1955 р. — секретар партійного комітету, головний інспектор інспекції при Міністерстві заготівель СРСР.
З вересня 1955 — персональний пенсіонер союзного значення у місті Москві.

## Нагороди
- орден Червоного Прапора
- ордени
- медалі
- почесний громадянин міста Улан-Уде